# Manaria Friends
Manaria Friends (japonsky マナリアフレンズ, Manaria furenzu), dříve Šingeki no Bahamut: Manaria Friends (japonsky 神撃のバハムート マナリアフレンズ, Šingeki no bahamúto Manaria furenzu), je japonský anime seriál založený na mobilní hře Rage of Bahamut. Původně měl mít premiéru v roce 2016, ta však byla přesunuta na leden 2019. Seriál je celosvětově, kromě Asie, licencován společností Sentai Filmworks.

## Postavy
- Anne (japonsky アン, An)

Dabing: Jóko Hikasa
- Grea (japonsky グレア, Gurea)

Dabing: Ajaka Fukuhara
- Hanna (japonsky ハンナ, Han'na)

Dabing: Nana Mizuki
- Owen (japonsky オーウェン, Ówen)

Dabing: Wataru Hatano
- Lou (japonsky ルゥ, Rú)

Dabing: Kimiko Kojama
- Miranda (japonsky ミランダ, Miranda)

Dabing: Kikuko Inoue
- William (japonsky ウィリアム, Wiriamu)

Dabing: Júma Učida
- Heinlein (japonsky ハインライン, Hainrain)

Dabing: Čiharu Sawaširo
- Poppy (japonsky ポピー, Popí)

Dabing: Lynn

## Produkce
Anime seriál, původně nazvaný Šingeki no Bahamut: Manaria Friends, adaptuje příběh události Manaria mahó gakuin (anglicky Mysteria Academy) z mobilní hry Rage of Bahamut a nevztahuje se k dříve vydanému anime seriálu Šingeki no Bahamut, který je také založený na hře. Společnost Cygames oznámila adaptaci v srpnu 2015. Původně se měl o scénář a režii postarat Takafumi Hošikawa a o animaci Studio Hibari. Megumi Išihara měla designovat postavy a působit na seriálu jako animační šéfrežisérka. Keniči Kurata měl být uměleckým ředitelem a Takaši Watanabe se měl postart o hudební doprovod. Dne 8. března 2016 byl však celý produkční štáb seriálu z důvodu „různých okolností“ propuštěn.
Dne 2. října 2018 bylo oznámeno, že se seriál bude jmenovat Manaria Friends a o jeho animace se postará studio CygamesPictures. Režie se ujal Hideki Okamoto a scénáře Satoko Sekine. Minami Jošida byla dosazena na post designérky postav. Takaši Watanabe se navrátil jako hudební skladatel.

## Vysílání a vydání
Seriál měl být původně odvysílán v programovém bloku Ultra Super Anime Time společnosti Ultra Super Pictures, a to společně s anime seriálem Učú Patrol Luluco a druhou řadou Kagewani. Premiéra byla stanovena na 1. dubna 2016 na televizních stanicích Tokyo MX, BS11 a AT-X. Dne 8. března 2016 však bylo oznámeno, že premiéra seriálu byla přesunuta na dobu neurčitou a uvolněné místo v programovém bloku obsadil znovu vysílaný anime seriál Pučimas! Petit Idolmaster z roku 2014, spin-off franšízy The Idolmaster. Po výměně členů produkčního štábu bylo ohlášeno, že 10 dílů seriálu bude premiérově vysíláno od 20. ledna do 24. března 2019.
V listopadu 2018 oznámila společnost Sentai Filmworks odkoupení celosvětových práv k distribuce anime seriálu. Práva však nezahrnují distribuci v Asii. Anime bylo vysíláno pod anglickým názvem Mysteria Friends. Dne 21. dubna 2019 vydalo Sentai Filmworks anglické znění seriálu na službě HIDIVE.

### Seznam dílů
| Č. v seriálu | Původní název                    | Režie          | Scénář            | Premiéra v Japonsku |
| ------------ | -------------------------------- | -------------- | ----------------- | ------------------- |
| 1            | An to Gurea アンとグレア         | Hideki Okamoto | Satoko Sekine     | 20. ledna 2019      |
| 2            | Tacuki modaeru 竜姫悶える        | Seung Hui Son  | Kounosuke Umešita | 27. ledna 2019      |
| 3            | Hime-sama no kjúdžicu 姫様の休日 | Hideki Okamoto | Satoko Sekine     | 3. února 2019       |
| 4            | Šiken kikan 試験期間             | Tecuaki Macuda | Satoko Sekine     | 10. února 2019      |
| 5            | Gakuin kanraku 学院陥落          | Hideki Okamoto | Satoko Sekine     | 17. února 2019      |
| 6            | Umi ni uku 海に浮く              | Mana Učijama   | Satoko Sekine     | 24. února 2019      |
| 7            | Kakurenbo かくれんぼ             | Tóru Takahaši  | Satoko Sekine     | 3. března 2019      |
| 8            | Matsuri en no ura 祭演の裏       | Tóru Takahaši  | Satoko Sekine     | 10. března 2019     |
| 9            | Aruhi… 或る日…                   | Housei Suzuki  | Satoko Sekine     | 17. března 2019     |
| 10           | Futari no čikai ふたりの誓い     | Hideki Okamoto | Satoko Sekine     | 24. března 2019     |

## Přijetí
Seriál byl velmi ceněn západními kritiky, kteří chválili vysoce kvalitní animaci a atraktivně znázorněný vztah mezi dvěma hlavními postavami s lesbickým tématem a homoretismem. Theron Martin z Anime News Network tak přirovnal seriál k nejlepším příkladům „slice of life juri“ děl. Ačkoli souhlasil s tím, že se příliš uměřené vyprávění příběhu může zdát nudné a může tak odrazit spousty diváků, doporučil dílo všem, kteří si užívají sledování slice of life anime nebo hledají seriály s velkým potenciálem žánru juri. 